# دوري الرغبي الممتاز
دوري الرغبي الممتاز هو أعلى دوري لرياضة اتحاد الرغبي في إنجلترا يتكون الدوري من 13 فريق ومن المقرر أن يصبحوا 14 فريق في موسم 2022.
تذاع مباريات الدوري حصرياً على قناة بي تي سبورت.